# Antonio Cerdà Tarongí
Antonio „Toni“ Cerdà Tarongí (* 8. August 1944 in Algaida; † 19. Februar 2013 in Palma de Mallorca) war ein spanischer Radrennfahrer und nationaler Meister im Radsport.

## Sportliche Laufbahn
Antonio Cerdà Tarongí war im Bahnradsport und auch im Straßenradsport aktiv. Bei den Bahnradsport-Weltmeisterschaften 1970 gewann er beim Sieg von Cees Stam die Bronzemedaille im Steherrennen der Amateure. 
Auf der Straße siegte er 1965 im Etappenrennen Cinturón a Mallorca. Er gewann zwei Etappen des Rennens. 1962 hatte er mit Mascaró, Rigo und Riera die nationale Meisterschaft im Mannschaftszeitfahren gewonnen. Von 1969 bis 1972 war er Berufsfahrer.

## Berufliches
Nach seiner aktiven Karriere arbeitete er als Radsporttrainer auf Mallorca. 1991 wurde er Nationaltrainer der spanischen Bahnfahrer.